# Трамшак (хутор)
Трамшак или Трамшакская Поляна — упразднённый хутор в Ашинском районе Челябинской области. На момент упразднения входил в состав Укского сельсовета. Исключен из учётных данных в 1979 г.
В настоящее время представляет собой отдаленный район посёлка Новозаречный — улицу Трамшак.

## География
Располагался на правом берегу реки Трамшак в месте пересечения её региональной дорогой 75К054 «Поселок имени Горького — Ук — Сухая Атя», на расстоянии примерно 1 км (по прямой) к северо-западу от поселка Новозаречный. 

## История
По данным на 1970 год хутор входил в состав Укского сельсовета.
Исключен из учётных данных решением Челябинского областного Совета народных депутатов от 18.19.1979 года № 378-2.

## Население
| 1970 | 1977 |
| ---- | ---- |
| 2    | ↘1   |